# بلاقي

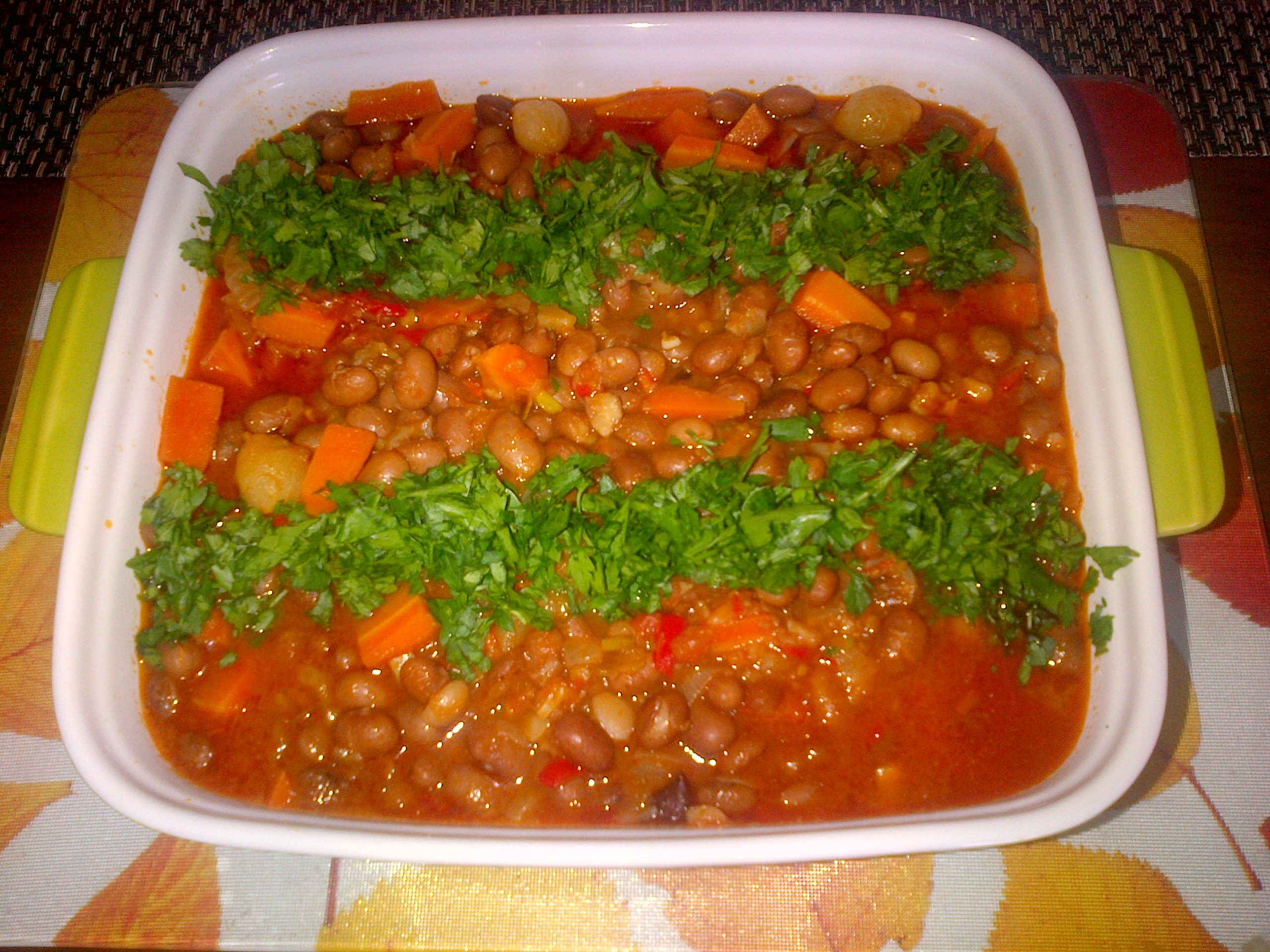
بلاقي

البِلاقي هو نوعٌ من المقبلات التركية وقد يشير إلى العديد من الأطباق المطبوخة في صلصة مصنوعة من البصل والثوم والجزر والبطاط والطماطم أو معجون الطماطم والسكر وزيت الزيتون. الفاصوليا المحضرة بهذا الأسلوب ( فاصولياء بلاقي من الفاصوليا البيضاء، أو بلاقي أحمر أو بُربُنية من فاصولياء بُرلُتّي [الإنجليزية]) تقدم باردة ومزينة بالبقدونس وشرائح الليمون. بلاقي السمك هو أيضًا وصفة شهيرة. وهذا الطبق معروف في المطبخ اليوناني والبلغاري.

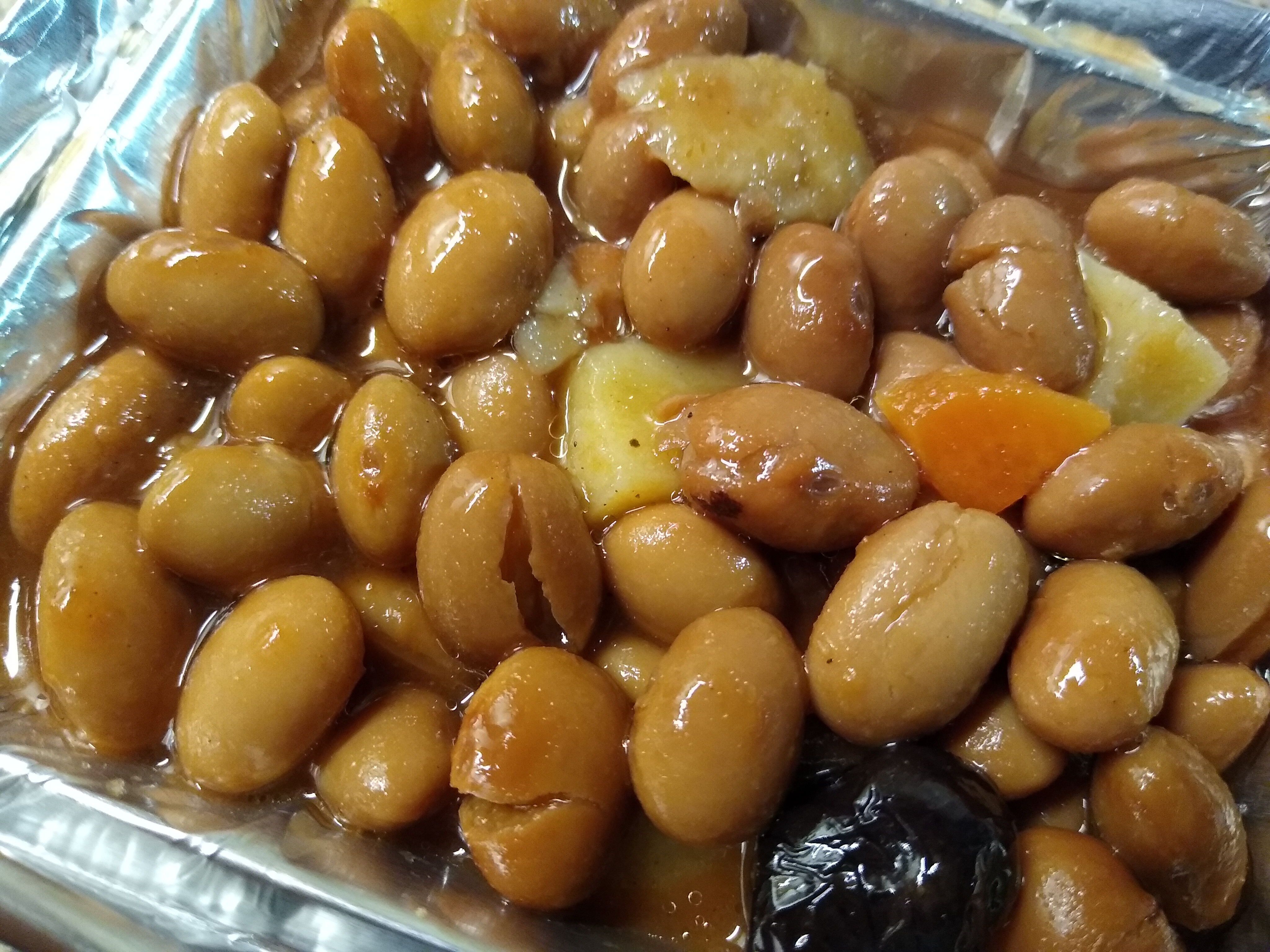
بلاقي